# Needham Market
Needham Market este un oraș în comitatul Suffolk, regiunea East, Anglia, străbătut pe râul Dove. Orașul se află în districtul Mid Suffolk a cărui reședință este.